# Cartago
Cartago fue una antigua ciudad del norte de África, capital del Estado púnico, en el actual Túnez (a unos diecisiete kilómetros al noreste de la capital de este país), fundada por emigrantes fenicios de Tiro a finales del siglo IX a. C., según la datación moderna más aceptada.
Tras la caída de Tiro en poder de los caldeos, Cartago se independizó y desarrolló un poderoso Estado que llegó a rivalizar con las ciudades-Estado griegas de Sicilia primero y con la República romana siglos después. Su estructura de gobierno fue de carácter republicano con ciertas características monárquicas o de tiranía, aunque evolucionó posteriormente a un sistema plenamente republicano. Los territorios controlados por Cartago la convirtieron en la capital de un próspero Estado, viéndose enriquecida por los recursos provenientes de todo el Mediterráneo occidental.
En el siglo III a. C. se enfrentó a la República romana en dos guerras (conocidas como primera y segunda guerras púnicas) por la hegemonía en el Mediterráneo occidental y de las que salió derrotada. A mediados del siglo II a. C., fue destruida por Escipión Emiliano en la llamada tercera guerra púnica.
En el año 29 a. C. Augusto fundó en el mismo lugar una colonia romana con el nombre de Colonia Iulia Concordia Carthago, que se convirtió en la capital de la provincia romana de África, una de las zonas productoras de cereales más importantes del Imperio romano. Su puerto fue vital para la exportación de trigo africano hacia Roma. La ciudad llegó a ser la segunda en importancia del Imperio con 400 000 habitantes.
En el año 425, los vándalos liderados por Genserico tomaron la ciudad y la convirtieron en la capital de su nuevo reino. Fue reconquistada por el general bizantino Belisario en el año 534, permaneciendo bajo influencia bizantina hasta el año 705.

## Geografía y urbanismo
Cartago fue construida sobre un promontorio con entradas de mar al norte y al sur. La ubicación de la ciudad la convirtió en dueña del comercio marítimo del Mediterráneo. Todos los barcos que cruzaban el mar debían pasar entre Sicilia y la costa de Túnez, donde se construyó Cartago, lo que le otorgaba un gran poder e influencia. Se construyeron dos grandes puertos artificiales dentro de la ciudad, uno para albergar la enorme flota de 220 buques de guerra de la ciudad y el otro para el comercio mercantil. Una torre amurallada dominaba ambos puertos. La ciudad tenía muros enormes, de 37 km de largo, que eran más largos que los muros de ciudades comparables. La mayoría de las murallas estaban en la costa, por lo que podrían ser menos impresionantes, ya que el control cartaginés del mar dificultaba el ataque desde esa dirección. Los 4 a 4.8 km de muro en el istmo al oeste eran realmente masivos y nunca fueron penetrados.
Cartago fue una de las ciudades más grandes del período helenístico y estuvo entre las ciudades más grandes de la historia preindustrial. Mientras que en el 14 d. C. Roma tenía al menos 750 000 habitantes y en el siglo siguiente puede haber llegado a 1 millón, las ciudades de Alejandría y Antioquía contaban con sólo unos pocos cientos de miles o menos. Según la historia no siempre confiable de Herodes, Cartago rivalizó con Alejandría por el segundo lugar en el imperio romano.

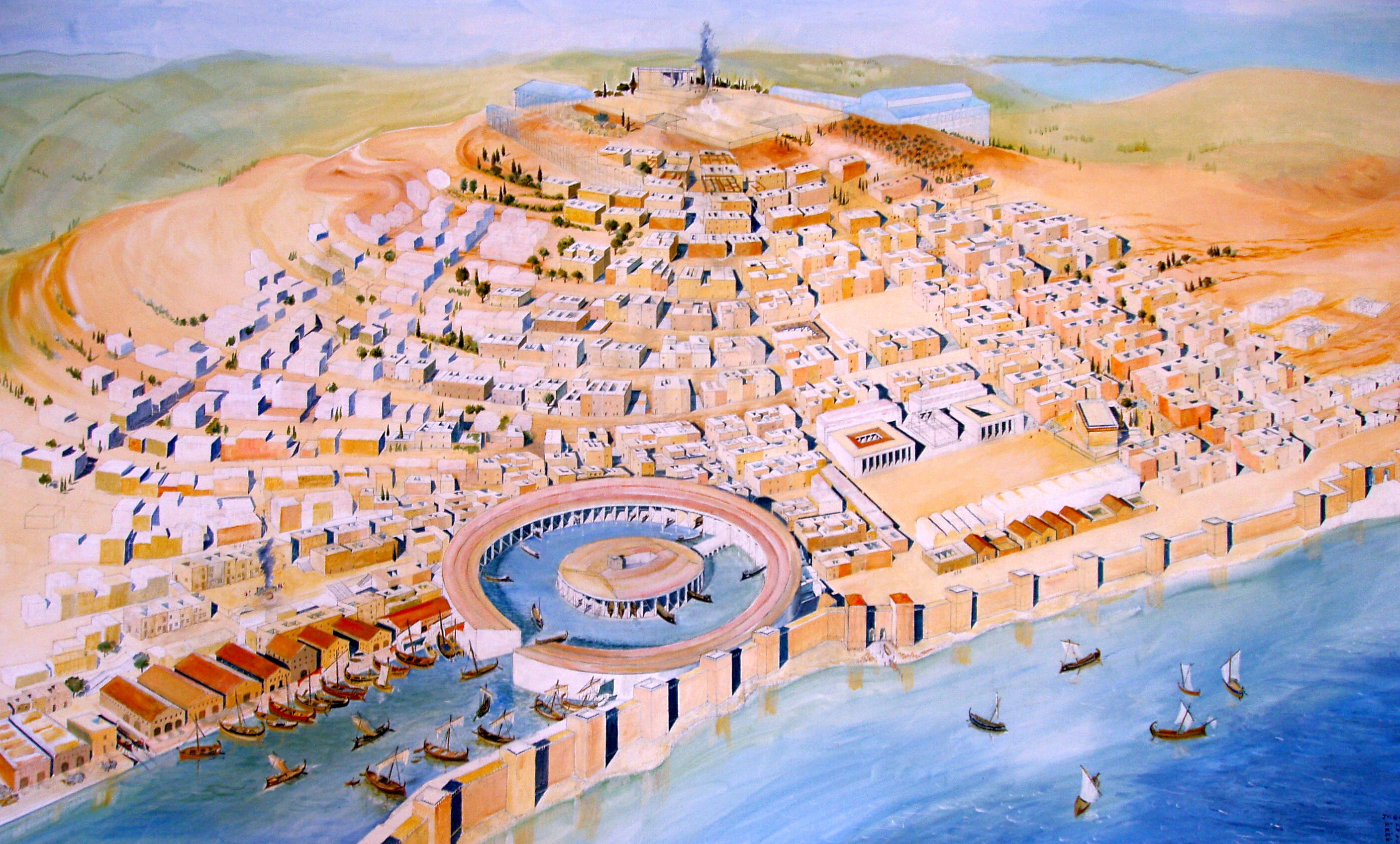
Reconstrucción moderna de Cartago. El puerto circular en el frente es el cothon, el puerto militar de Cartago, donde estaban anclados todos los buques de guerra de Cartago (birremes).

La Cartago Púnica estaba dividida en cuatro áreas residenciales de igual tamaño y con el mismo trazado, tenía áreas religiosas, plazas de mercado, casa del consejo, torres, un teatro y una enorme necrópolis; aproximadamente en el centro de la ciudad se alzaba una alta ciudadela llamada Birsa. Alrededor de Cartago había muros "de gran fortaleza" que se dice que en algunos lugares se elevaban por encima de los 13 m, con casi 10 m de espesor, según autores antiguos. Al oeste, se construyeron tres muros paralelos. Las murallas corrían en total unos 33 kilómetros para rodear la ciudad. Las alturas de Birsa se fortificaron adicionalmente; siendo esta zona la última en sucumbir a los romanos en el 146 a. C. Originalmente, los romanos habían desembarcado su ejército en la franja de tierra que se extendía hacia el sur desde la ciudad.

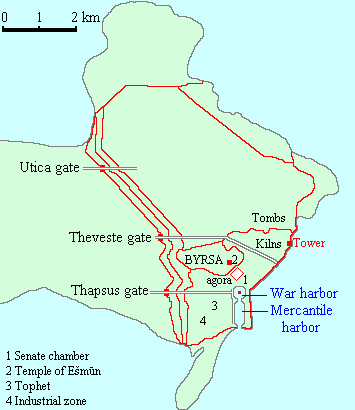
Trazado de la ciudad-estado púnica de Cartago, antes de su caída en 146 a. C.Fuera de las murallas de la ciudad de Cartago se encuentra Chora o tierras agrícolas de Cartago. Chora abarcaba un área limitada: el tell de la costa norte, el valle del río Bagradas inferior (tierra adentro desde Útica), el cabo Bon y el sahel adyacente en la costa este. La cultura púnica logró aquí la introducción de las ciencias agrícolas desarrolladas por primera vez para las tierras del Mediterráneo oriental y su adaptación a las condiciones africanas locales.
Sociedad y economía ==
La cultura púnica y las ciencias agrícolas, cuando llegaron a Cartago desde el Mediterráneo oriental, se adaptaron gradualmente a las condiciones africanas locales. El puerto mercantil de Cartago se desarrolló después del asentamiento de la cercana ciudad púnica de Útica y, finalmente, el campo africano circundante se puso en la órbita de los centros urbanos púnicos, primero comercialmente y luego políticamente. Siguió la gestión directa del cultivo de las tierras vecinas por parte de los propietarios púnicos. Una obra de 28 volúmenes sobre agricultura escrita en púnico por Magón, un general retirado del ejército (c. 300), fue traducida al latín y luego al griego. El original y ambas traducciones se han perdido; sin embargo, parte del texto de Magón ha sobrevivido en otras obras latinas. Algunos temas discutidos por Magón fueron el cultivo de olivos, árboles frutales (granado, almendro, higo, palma datilera), vitivinicultura, abejas, ganado, ovejas, aves de corral, implementos y manejo de granjas.
En la sociedad agrícola púnica, según Magón, los pequeños propietarios eran los principales productores. Eran, escriben dos historiadores modernos, no propietarios ausentes. Más bien, el probable lector de Magón era «el dueño de una finca relativamente modesta, de la cual, mediante un gran esfuerzo personal, extrajo el máximo rendimiento». Sin embargo, en otros lugares, estos escritores sugieren que la propiedad de la tierra rural proporcionó también una nueva base de poder entre la nobleza de la ciudad, para los residentes en sus villas de campo.
Los problemas relacionados con la gestión de la tierra rural también revelan las características subyacentes de la sociedad púnica, su estructura y estratificación. Los trabajadores contratados podrían considerarse "proletariado rural", extraído de los bereberes locales. No está claro si quedaron terratenientes bereberes junto a las granjas dirigidas por los púnicos. Algunos bereberes se convirtieron en aparceros. Los esclavos adquiridos para el trabajo agrícola eran a menudo prisioneros de guerra. En tierras fuera del control político púnico, los bereberes independientes cultivaban cereales y criaban caballos en sus tierras. Sin embargo, dentro del dominio púnico que rodeaba la ciudad-estado de Cartago, había divisiones étnicas además de las habituales distinciones cuasi feudales entre señor y campesino, o amo y siervo. Esta inestabilidad inherente al campo atrajo la atención no deseada de posibles invasores. Sin embargo, durante largos períodos, Cartago pudo manejar estas dificultades sociales.
Las numerosas ánforas con marcas púnicas encontradas posteriormente sobre los antiguos asentamientos costeros del Mediterráneo dan testimonio del comercio cartaginés de aceite de oliva y vino de producción local. La producción agrícola de Cartago era muy apreciada por los antiguos y rivalizaba con la de Roma: una vez fueron competidores, por ejemplo, por sus cosechas de aceitunas. Sin embargo, bajo el dominio romano, la producción de cereales ([trigo] y cebada) para la exportación aumentó drásticamente en África; sin embargo, estos cayeron más tarde con el aumento de las exportaciones de cereales del Egipto romano. A partir de entonces se restablecieron los olivares y viñedos alrededor de Cartago. Los visitantes de las diversas regiones de cultivo que rodeaban la ciudad escribieron con admiración sobre los exuberantes jardines verdes, huertas, campos, canales de riego, setos (como límites), así como las muchas ciudades agrícolas prósperas ubicadas en el paisaje rural.
Política ==
Cartago, capital del Estado púnico ===
La ciudad de Cartago desarrolló un gran Estado bajo su poder. En sus inicios, el territorio cartaginés comprendía sólo la ciudad y una pequeña área de unos 50 km². En el los cartagineses fueron ocupando un territorio entre 30 000 y 50 000 km², que constituyó la base del Estado Cartaginés. Partiendo de esta área, que se suele denominar metropolitana, se expandieron para crear entre los siglos y a. C. un imperio mercantil marítimo, aprovechando las factorías y ciudades existentes fundadas por los fenicios, o estableciendo otras nuevas, en Hispania, Sicilia, Cerdeña, Ibiza y en el norte de África, consolidando además su poder sobre Numidia y Mauritania. En su apogeo fue la primera potencia económica y militar en el Mediterráneo occidental. La República Cartaginesa se enfrentó a la República Romana por la hegemonía, siendo derrotada en el 146 a. C., lo que comportó la desaparición del estado cartaginés y la destrucción de la ciudad de Cartago.
Si bien el territorio controlado por Cartago fue amplio, con numerosos vasallos y asociados, la zona propiamente colonizada por Cartago nunca llegó a ser muy extensa. El estado se dividía entre ciudades aliadas o socias como Útica, los territorios autónomos y el imperio propiamente dicho de Cartago que, según ellos mismos, contaba con unas 300 ciudades en la época de la primera guerra púnica. La zona más rica y poblada era la llamada zona metropolitana; ésta a su vez se dividía en 7 circunscripciones llamadas pagi. Más allá del territorio cercano a Cartago se encontraba la Gran Sirte, un rico territorio costero en Libia-Túnez.
Monarquía cartaginesa ===
Inicialmente fue gobernado por una oligarquía de ricas familias, en forma de monarquía en los siglos - coincidiendo con la caída de Tiro ante Babilonia en el año

 Posiblemente por cierto vacío de poder, se consolidó un sistema de gobierno centrado en dos personas llamados sufetes. Caracterizado por la instauración de grandes familias encumbradas en el poder por mucho tiempo, debido a las cualidades de sus individuos y a sus grandes riquezas.
El poder de los sufetes —llamados reyes por algunos autores griegos y latinos— no era absoluto; solían ejercer funciones como jueces y árbitros, ya que existían otras instituciones, como el Senado, con las cuales debían compartir sus decisiones. Según ciertos estudios, dicho Senado habría sido creado durante el siglo V a. C., y su función principal era asesorar a los sufetes en materias de política y economía. La organización interna de esta institución continúa siendo desconocida. Según Heeren, era muy numeroso y se dividía durante la etapa monárquica en la Asamblea (simkletos) y el Consejo privado, la Gerusía, compuesto de los notables de la Asamblea. Según Theodor Mommsen, el gobierno había pertenecido primeramente al Consejo de los Ancianos o Senado, compuesto, como la Gerusía de Esparta, de dos reyes, que el pueblo designaba en la asamblea, y de veinticuatro gerusiastas, probablemente nombrados por los propios reyes y con carácter anual. Se conoce la existencia de reyes que dirigieron a las tropas en las guerras de Sicilia durante los siglos VI y V a. C. pertenecientes a la dinastía de los Magónidas. En el 480 a. C., tras la muerte de Amílcar I, derrotado por los griegos en la batalla de Hímera, las grandes familias perdieron gran parte de su poder en manos del Senado, creándose el Consejo de los Cien por un movimiento social que dio lugar a un mayor control de los sufetes.

### República cartaginesa
La república cartaginesa era gobernada por varios órganos públicos, pero reservados a la aristocracia, el más básico era la Asamblea de Ciudadanos (συγκλητος), constituida por varios cientos de individuos pertenecientes a las familias más acaudaladas e influyentes de la Cartago. La asamblea nombraba libremente a la mayor parte de los cargos de la ciudad, como el Consejo de Ancianos o Senado de los Cien (γερουσία), grupo de cien aristócratas formado de modo vitalicio, conocido desde el siglo IV a. C. Estaban encargados de funciones judiciales y de la supervisión de los funcionarios. 
Finalmente, la Asamblea de Ciudadanos se encargaba de la elección de los sufetes, de los sumos sacerdotes y de los generales. Los sufetes y los sumos sacerdotes eran miembros natos del Senado cartaginés, llegando así a la cifra de 104 miembros. El senado también dirigía todos los procesos de la Asamblea, o las Pentarquías, grupos de cinco individuos que se ocupaban de los departamentos estatales y cubrían vacantes en el Senado. El Senado era el órgano más poderoso, compuesto en su totalidad por la más influyente aristocracia. Los sufetes eran dos magistrados elegidos anualmente entre las familias aristocráticas. Sus cometidos eran esencialmente civiles, la convocatoria del Consejo y de la Asamblea, y funciones judiciales superiores.

La constitución cartaginesa, como todas aquellas cuya base es a la vez aristocrática y republicana, se inclina tan pronto del lado de la demagogia como del de la oligarquía.
Aristóteles

El Consejo de los Cien es conocido desde el siglo IV a. C. Junto a este consejo existía una comisión permanente de 30 individuos. Era un sistema oligárquico, controlado por las élites urbanas, grandes propietarias de tierras o vinculadas al comercio. Las tensiones eran las propias de la competencia por el poder entre individuos o grupos aristocráticos, y se verían acrecentadas con la expansión desde el siglo VI a. C., y especialmente con la rivalidad con Roma. Los conflictos bélicos en concreto favorecieron la aparición de caudillos militares y familias concretas, capaces de actuar con cierta independencia. Las diversas opciones políticas y comerciales con que se enfrentó el Estado cartaginés a lo largo del siglo III a. C., como potenciar la expansión en África o buscar nuevos mercados, también provocaron divergencias entre las facciones de la oligarquía, terratenientes y comerciantes, disputas a las que probablemente se vieron arrastradas las clases inferiores urbanas de comerciantes y artesanos.

### Destrucción de Cartago y dominio de Roma

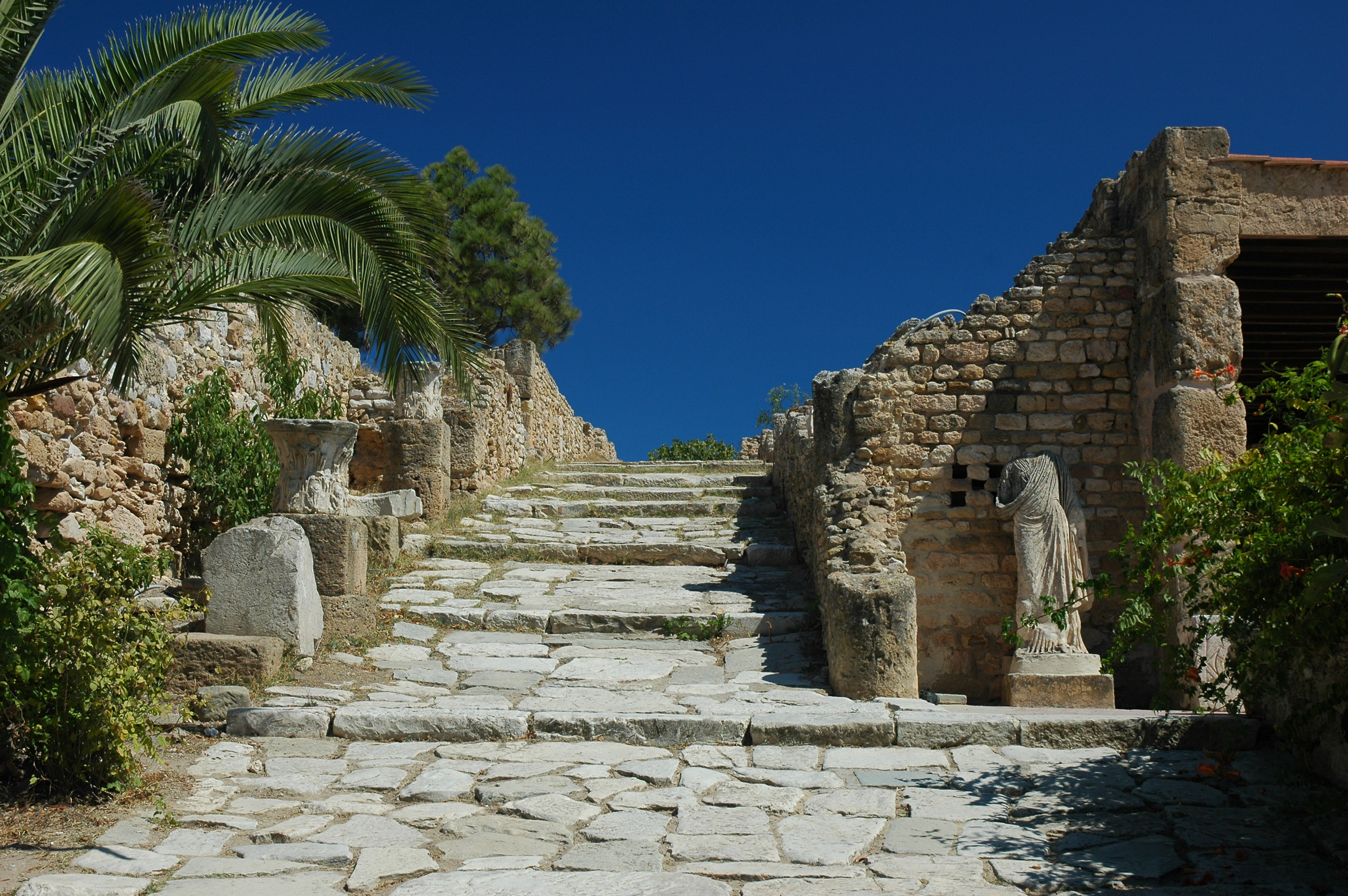
Ruinas de villas romanas en Cartago.

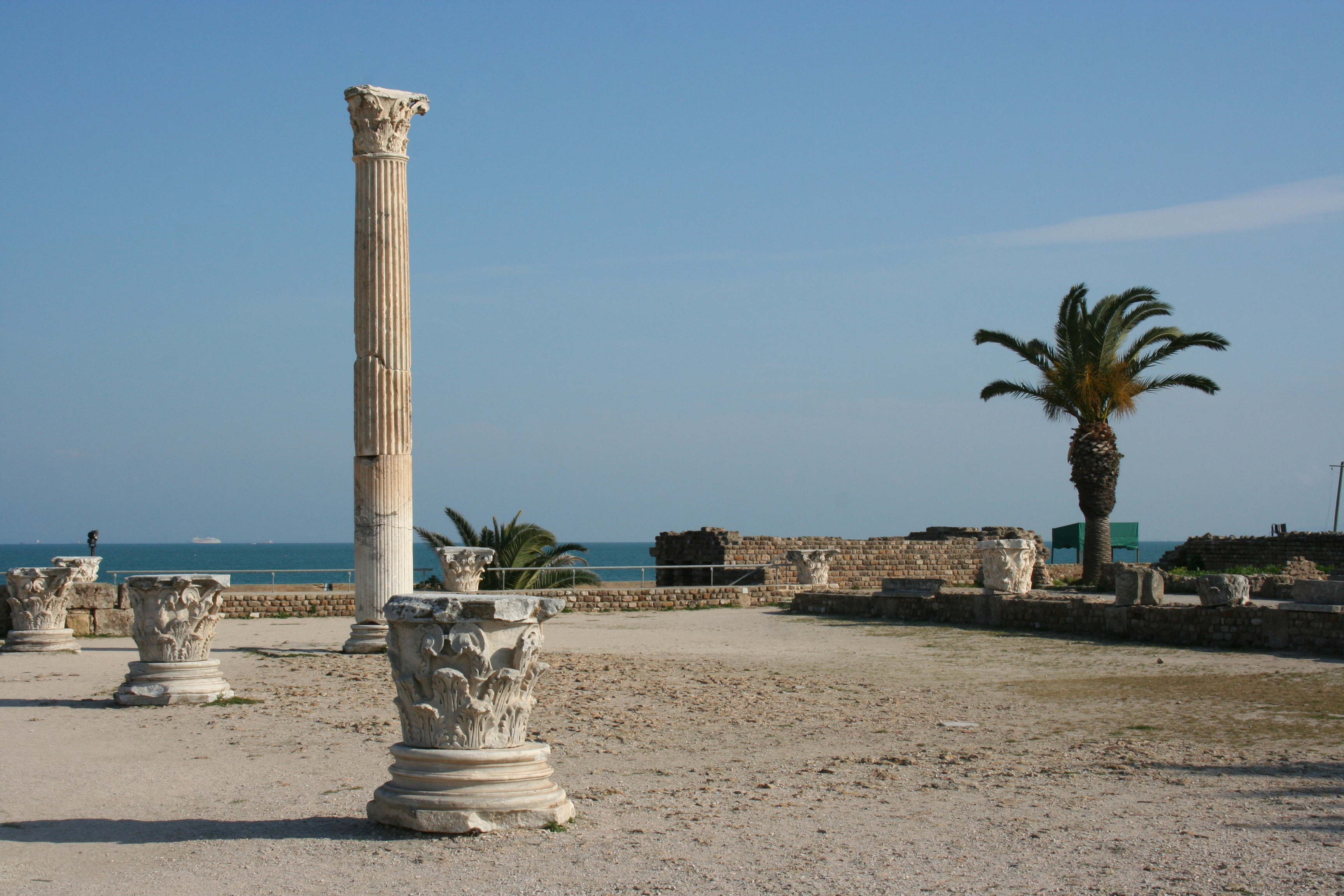
Resto de las Termas de Antonino en Cartago.

Cartago resistió durante seis días el asedio de los soldados romanos; estos tuvieron que avanzar penosamente casa por casa y calle por calle, tal fue la resistencia a la que se enfrentaron. Del casi millón de habitantes sólo sobrevivieron unos cincuenta mil y fueron vendidos como esclavos. La ciudad fue destruida totalmente y lo más valioso llevado a Roma. Roma borró del mapa a Cartago, su gente y su cultura. La destrucción fue total, casi nadie sobrevivió. Fue la eliminación total del adversario.
Tras la destrucción de la ciudad fue prohibido habitar el lugar. Tras pasar 25 años hubo un intento de refundación de una ciudad, llamada Colonia Junonia, pero solo duró 30 años y no prosperó, el lugar quedó habitado con pequeños asentamientos. El enclave tuvo que esperar hasta el año 46 a. C., en el que Julio César visitó el lugar durante el transcurso africano de la segunda guerra civil y decidió que allí debía construirse una ciudad por su excelente situación estratégica. Octavio, heredero de César, fundó la Colonia Julia Cartago en el 29 a. C. La ciudad creció y prosperó hasta convertirse en la capital de la provincia romana de África, desbancando a Útica. La provincia de África ocupaba el actual Túnez y la zona costera de Libia, y en el futuro daría nombre a todo el continente. Esta provincia se convirtió en una de las zonas productoras de cereales más importantes del imperio. Su gran puerto era vital para la exportación de trigo africano hacia Roma.
En su esplendor durante el dominio de Roma la ciudad llegó a tener una población de más de 400 000 habitantes, convirtiéndose en la segunda ciudad en importancia del Imperio. Entre sus grandes edificios destacaban el circo, el teatro, el anfiteatro, el acueducto y, sobre todo, cabe destacar las Termas de Antonino, que eran las más importantes después de las de Roma, situadas en un lugar privilegiado junto al mar y de las cuales aún se conservan restos. Poseía una gran y compleja red de alcantarillado capaz de suministrar agua a toda la ciudad.
En el siglo III el cristianismo empezó a consolidarse notablemente en Cartago. La ciudad contaba con su propio obispado y se convirtió en un importante lugar para la cristiandad. Distintas figuras importantes de la Iglesia primitiva se relacionan con Cartago: San Cipriano, que fue su obispo en el 248, Tertuliano, escritor eclesiástico que nació, vivió y trabajó en la ciudad durante la segunda mitad del siglo II y los primeros años de la centuria siguiente; y San Agustín, quien fue obispo de la cercana Hipona durante los últimos años del siglo IV y comienzos del siglo siguiente. En los siglos IV y V, en plena decadencia imperial, durante las invasiones bárbaras sirvió de refugio para los que huían de estas. En el año 425 la ciudad resistió varios ataques de los vándalos, pero finalmente sucumbió en el 439.

### Cartago capital del reino vándalo

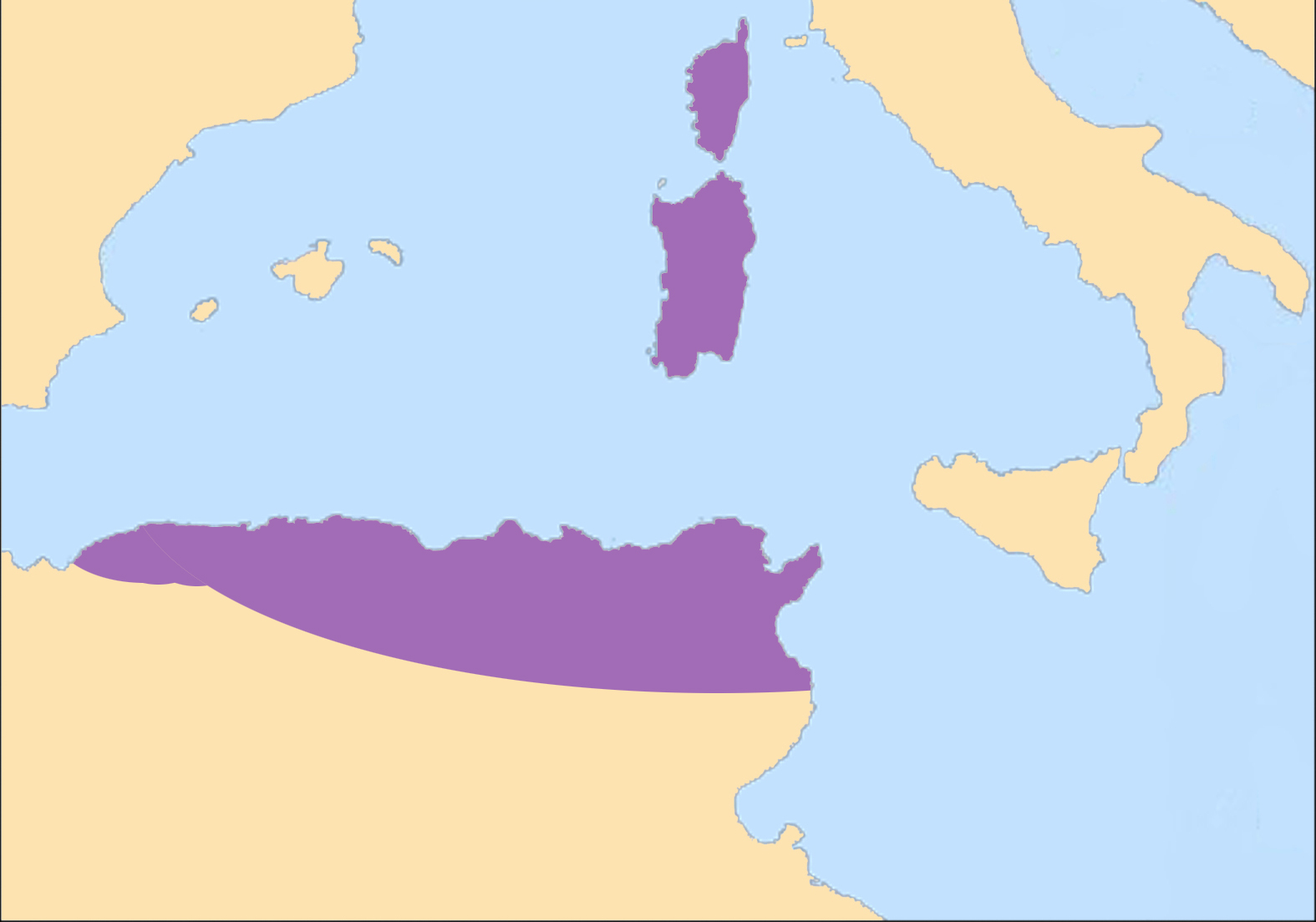
El reino vándalo en el año 455.

Los vándalos fueron un pueblo bárbaro que inicialmente conquistó el sudeste de Hispania, y posteriormente se desplazaron a África conquistando Cartago durante el reinado del rey Genserico, y estableciéndola como capital de un nuevo reino. Una vez consolidado el mismo, iniciaron una serie de campañas militares en las que conquistaron las Baleares, Córcega, Cerdeña y Sicilia, lo que les permitió dominar el mercado del Mediterráneo occidental.
Genserico, el fundador del Reino vándalo, puso las bases del apogeo del mismo, pero también las de su futura decadencia. El cenit de su reinado y del poderío vándalo en África y el Mediterráneo lo constituyó la paz perpetua conseguida con Constantinopla en el verano del 474, en virtud de la cual se reconocían su soberanía sobre las provincias norteafricanas, las Baleares, Sicilia, Córcega y Cerdeña. No obstante, desde los primeros momentos de la invasión (429-430), Genserico golpeó a la importante nobleza senatorial y la aristocracia urbana norteafricanas, así como a sus máximos representantes en estos momentos, el episcopado católico, llevando a cabo numerosas confiscaciones de propiedades y entregando algunos de los bienes eclesiásticos a la rival Iglesia donatista y a la nueva Iglesia arriana oficial. Tampoco pudo destruir las bases sociales de la Iglesia católica, que se convirtió así en un núcleo de permanente oposición política e ideológica al poder vándalo. Respecto de su propio pueblo, Genserico realizó en el 442 una sangrienta purga en las filas de la nobleza vándalo-alana. Como consecuencia de ello, dicha nobleza prácticamente dejó de existir.
Gradualmente el reino vándalo entró en decadencia. Las luchas internas por el poder y la mala relación con la Iglesia católica, muy asentada en la zona, junto con las incursiones de tribus bereberes, debilitaron el reino y facilitaron la conquista por el general bizantino Belisario en el año 534, sobre todo tras la importante derrota del rey Gelimer el 13 de septiembre de 533 en la batalla de Ad Decimum frente a Belisario.

### Cartago bizantina

Territorios del Imperio bizantino en el :
Territorios originales del Imperio
Territorios conquistados durante el reinado de Justiniano I

Tras la reconquista por parte de los romanos orientales y la dispersión de los vándalos, la ciudad fue renombrada por Belisario como "Colonia Justiniana", en honor al emperador Justiniano I de Bizancio. En esos años el Imperio Bizantino estaba en el cenit de su poder. Cartago volvió a ser capital de una provincia romana, llamada esta vez exarcado de África. Los bizantinos, en los momentos más bajos de las guerras contra Persia, estuvieron a punto de perder Constantinopla; el entonces emperador, Heraclio, consideró la posibilidad de trasladar a Cartago la capital imperial en el 618. En el año 647 Gregorio, exarca de Cartago, tras haber perdido la conexión terrestre por el avance del Islam, se declaró independiente de Constantinopla.
Durante el gobierno del exarca Gregorio, Cartago dejó de ser capital del exarcado. Durante su mandato se inició la rápida expansión islámica. En el año 641 cayeron bajo dominio del islam las importantes ciudades de Alejandría, Damasco y Jerusalén. Las fronteras de Dar al-Islam en breve tiempo se encontraron en las cercanías de Cartago, y amenazaba con expandirse sobre ésta. El exarca Gregorio, reclutó y lideró un ejército formado principalmente por los bereberes autóctonos, logró plantar cara a los musulmanes en el año 647, que aún no tenían interés en expandir su poder a esa zona. Durante estos años la ciudad de Cartago había vuelto a recuperar cierto esplendor debido a la multitud de refugiados de Palestina, Egipto y Siria.
Gregorio murió en ese mismo año, Cartago volvió a ser capital del exarcado, y se restauró la dependencia a Constantinopla. Durante cincuenta años el avance del islam fue frenado. Los musulmanes, en el año 670, fundaron la ciudad de Cairuán, en la actual Túnez, que fue conquistada brevemente por los bizantinos. Durante este tiempo las tribus bereberes fueron islamizándose, en parte por iniciativa de los líderes musulmanes, lo que aumentó el poder del islam en la zona. Finalmente, los musulmanes iniciaron un asedio sobre Cartago, en la defensa de la ciudad participó un gran contingente de visigodos, enviados por su rey para proteger el exarcado, con la intención de mantener alejados a los árabes de sus dominios en la península ibérica. Pero la ciudad fue tomada en el año 698.
El Imperio bizantino reconquistó la ciudad durante breve tiempo, pero fue la última vez que la ciudad estuvo bajo poder cristiano. En el 705 un ataque musulmán devastó la ciudad reduciéndola a cenizas y masacrando a todos sus habitantes, como había sucedido siglos antes.

### Devenir de sus ruinas

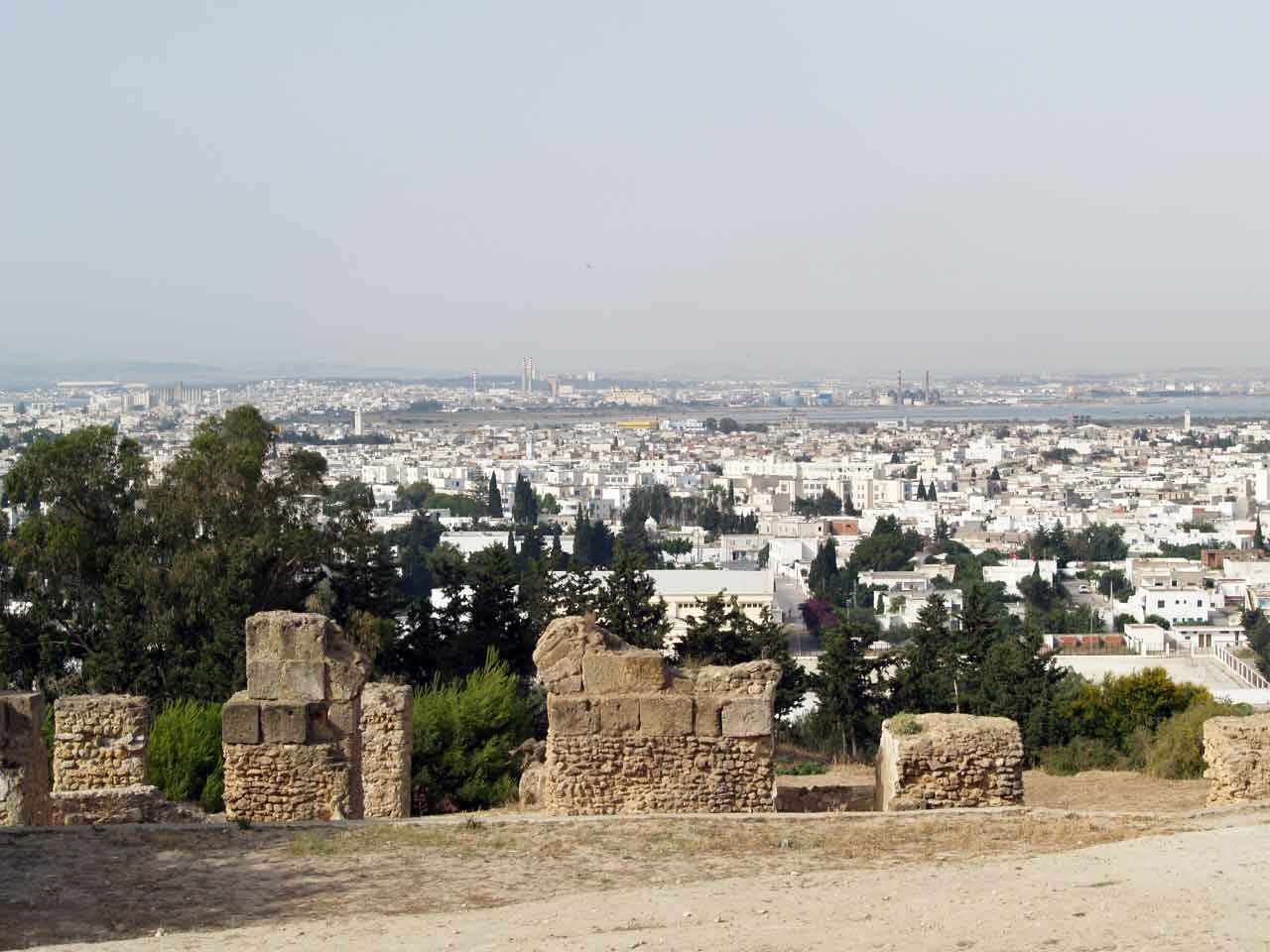
Cartago en la actualidad.

Desde entonces el territorio de la antigua Cartago fue largamente dominado por el islam. Sobre sus ruinas tuvo lugar la Octava Cruzada en 1270, con el propósito de convertir al sultán de Túnez al cristianismo, en la que resultaría muerto el rey de Francia Luis IX. Fue conquistado por el célebre pirata Barbarroja, brevemente dominado por la España imperial de Carlos V, subyugado por el Imperio otomano, colonizado por Francia y ocupada por la Alemania Nacionalsocialista.

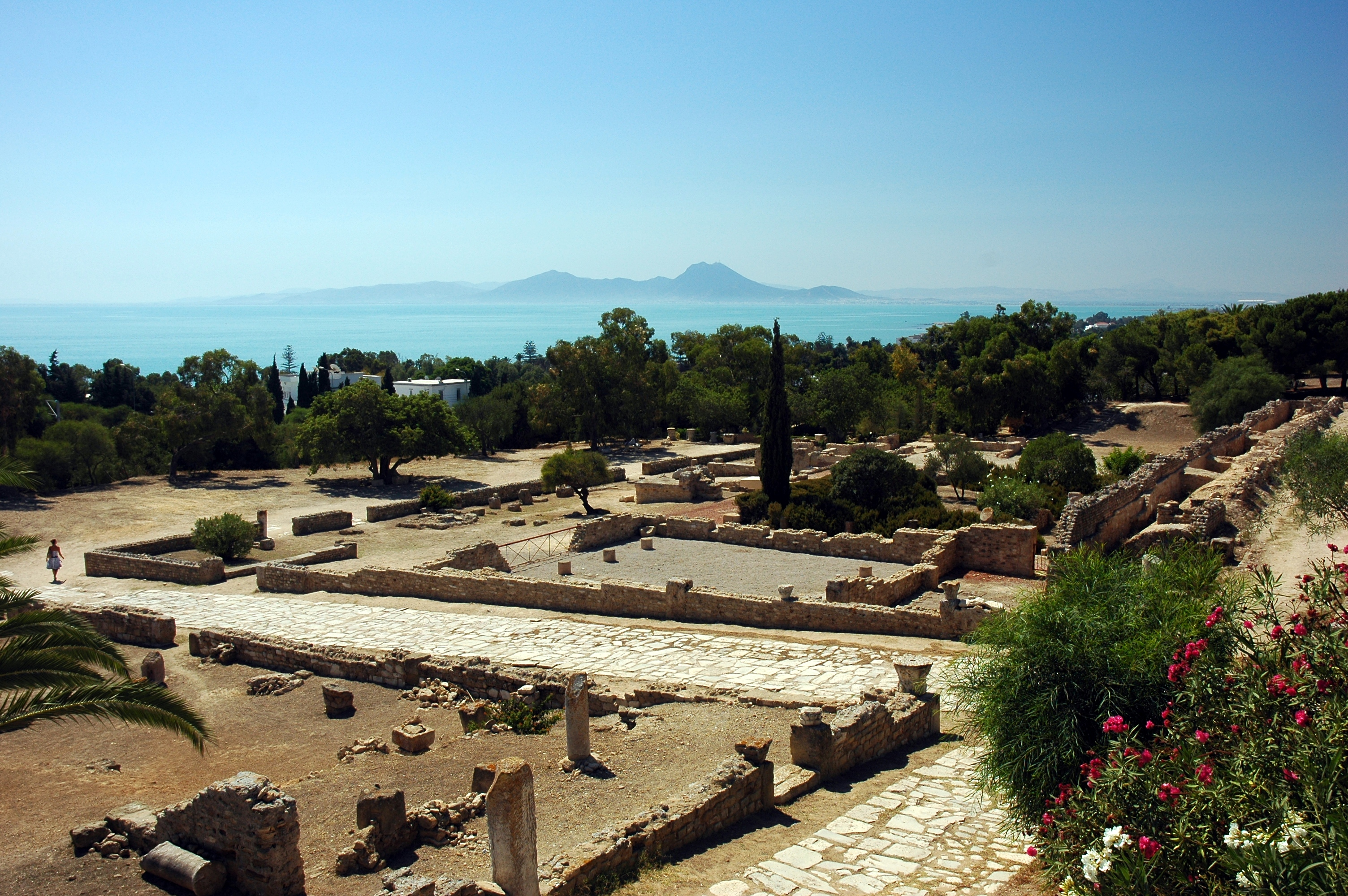
Ruinas de Cartago.

Forma parte del territorio del Estado de Túnez desde que este alcanzó su independencia. Desde esos momentos, Cartago empezó a adquirir una gran importancia arqueológica, dando lugar a la gran campaña internacional de excavaciones para la salvaguarda de Cartago de 1975. Las ruinas de Cartago fueron declaradas Patrimonio de la Humanidad por la Unesco en 1979.
Entre las piezas arqueológicas halladas hay restos vándalos, bizantinos y, sobre todo, romanos, pero también aparecieron objetos púnicos. Allí encontraron algunos de los más bellos y mejor conservados mosaicos de la antigüedad, que datan de la época romana y se encuentran en el afamado museo de El Bardo de la capital tunecina.
En la actualidad la península donde se ubicaba la antigua ciudad es parte de un suburbio residencial lujoso de la ciudad de Túnez, el que se han asentado varias embajadas extranjeras. También está ubicada en este emblemático lugar la residencia del presidente de la República Tunecina, próxima a las ruinas de las Termas de Antonino. El nombre de Cartago permanece actualmente en varias poblaciones en el continente americano, llamadas así por los conquistadores españoles en honor a la Cartago Nova española.

## Ciudad

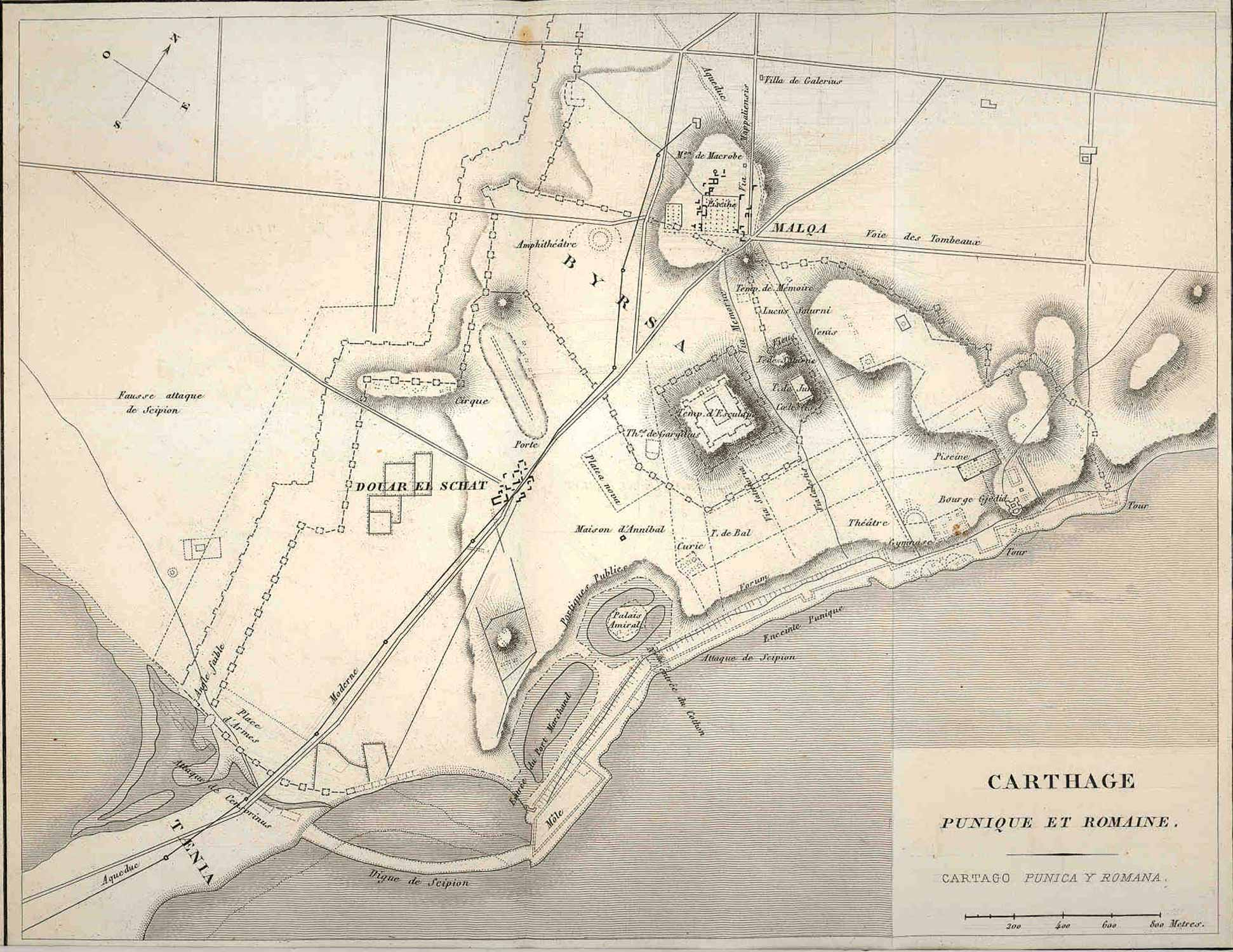
Mapa dibujado en 1844 que muestra la Cartago púnica y romana.

### Desarrollo
El conocimiento transmitido procede casi en su totalidad de la gran campaña internacional de excavaciones para la salvaguarda de Cartago de 1975.
Cartago estaba situada en una península comprendida entre el golfo y el lago de Túnez. La ciudad estaba protegida por una triple muralla, cada sección contaba con 25 m de altura y unos 10 m de ancho, situada en el istmo, a unos 4 km del mar. La propia muralla tenía cuarteles con capacidad para albergar a 20 000 infantes. El diseño urbanístico y la arquitectura eran una mezcla de modelos con antecedentes sirio-palestinos de tipo predominantemente orgánico y de modelos de lógica hipodámica, en parte creada por su propia práctica de la construcción y, en parte, sobre todo en su última fase, por influencia griega y helenística.
La zona alta se desplegaba partiendo de la colina de Birsa, donde se hallaba la inexpugnable fortaleza del mismo nombre y el templo de Eshmún. En las laderas de la colina se encontraban las grandes residencias de la aristocracia cartaginesa. Se descubrieron restos de casas recubiertas por las cenizas del incendio de su destrucción, en el año 146 a. C.
Poseían características muy similares a las helenísticas. La ciudad era un recinto con calles concéntricas. En el barrio Magón se observa una operación a gran escala de una remodelación urbanística del siglo III a. C., con el aprovechamiento del espacio que ocupaba la antigua puerta de la muralla, del siglo V, para construir viviendas de lujo. El barrio de Salambó era el centro político y económico de la ciudad, y estaba unido al puerto comercial por tres avenidas descendentes. En él se hallaba el foro principal y el ágora, donde se practicaba un intenso comercio. Probablemente, el Senado de Cartago se reunía para tomar decisiones en algún edificio de este barrio. 
Cerca del foro se alzaba el templo de Tofet, donde se han descubierto miles de estelas y de urnas que contenían esqueletos de niños calcinados, así como una capilla del siglo VIII a. C. Otros templos importantes eran aquellos dedicados a Melqart, a Shadrapa, Sakon o Sid. Era la parte de la ciudad más próxima al mar, donde se encontraban el puerto comercial y el militar. Estaba dotada con almacenes suficientes para albergar las mercancías comerciales y por casas de la clase baja. Dentro del área defendida por las murallas, al noroeste de la ciudad, se hallaba el amplio suburbio de Megara, ocupado por casas rurales, campos de cultivo y jardines.

### Fundación
Existen numerosas dataciones propuestas por los historiadores clásicos sobre la fecha fundacional de Cartago. La leyenda clásica sobre la fundación de Cartago cuenta que fue la princesa Dido quien la fundó en el año 814 a. C. Si bien el consenso actual es afirmar que la ciudad fue fundada entre los años 825 y 820 a. C. con el nombre de  𐤒𐤓𐤕 𐤇𐤃𐤔𐤕 Qart Hadašt ‘ciudad nueva’.

### Puertos

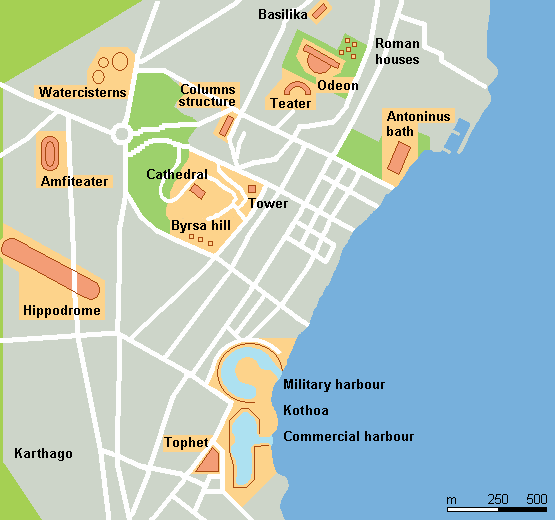
Cartago romana con los dos puertos grandes existentes en la ciudad.

La ciudad de Cartago poseía dos grandes puertos, el comercial y el militar, que le permitieron dominar militar y comercialmente el Mediterráneo occidental. El acceso a los puertos desde el mar venía facilitado por una entrada de unos 21 m de ancho, que en caso de necesidad era cerrada con una cadena de hierro. Los dos puertos estaban unidos por un estrecho canal navegable. Fueron construidos artificialmente, lo que significó una gran obra de ingeniería, siendo admirados y envidiados durante la Antigüedad.
El puerto civil era de forma rectangular. Allí fondeaban las naves comerciales, que en su mayoría importaban garo, trigo, púrpura, marfil, oro, estaño y esclavos de las factorías, de las colonias y de las explotaciones agrícolas creadas en numerosos enclaves costeros a lo largo del Mediterráneo. Las exportaciones a otras ciudades, colonias o pueblos costeros nativos de las costas del Mediterráneo occidental fueron mercancías manufacturadas, vidrios, cerámicas, objetos de bronce o hierro, y tejidos de púrpura.
El puerto militar era de forma redonda y albergaba en su interior una isla artificial también circular. La isla era la sede del almirantazgo, y su acceso era restringido. El puerto militar según las fuentes clásicas podía albergar 220 barcos de guerra, y sobre los hangares se levantaron almacenes para los aparejos.
Delante de cada rada se elevaban dos columnas jónicas, que dotaban a la circunferencia del puerto y de la isla el aspecto de pórtico. Los restos arqueológicos descubiertos han permitido extrapolar la capacidad de acogida del sitio: 30 diques en la isla del almirantazgo y de 135 a 140 diques en todo el perímetro. En total, con 160 a 170 diques, podían albergar tantos barcos de guerra como han sido identificados.
Por debajo de los diques de la dársena se situaban los espacios de almacenaje. Se ha supuesto que en cada dique podían tener cabida dos filas de barcos. En medio del islote circular había un espacio a cielo abierto, a cuyo lado se levantaba una torre. Los diques podían tener sobre todo la función de astillero naval.

## Leyenda

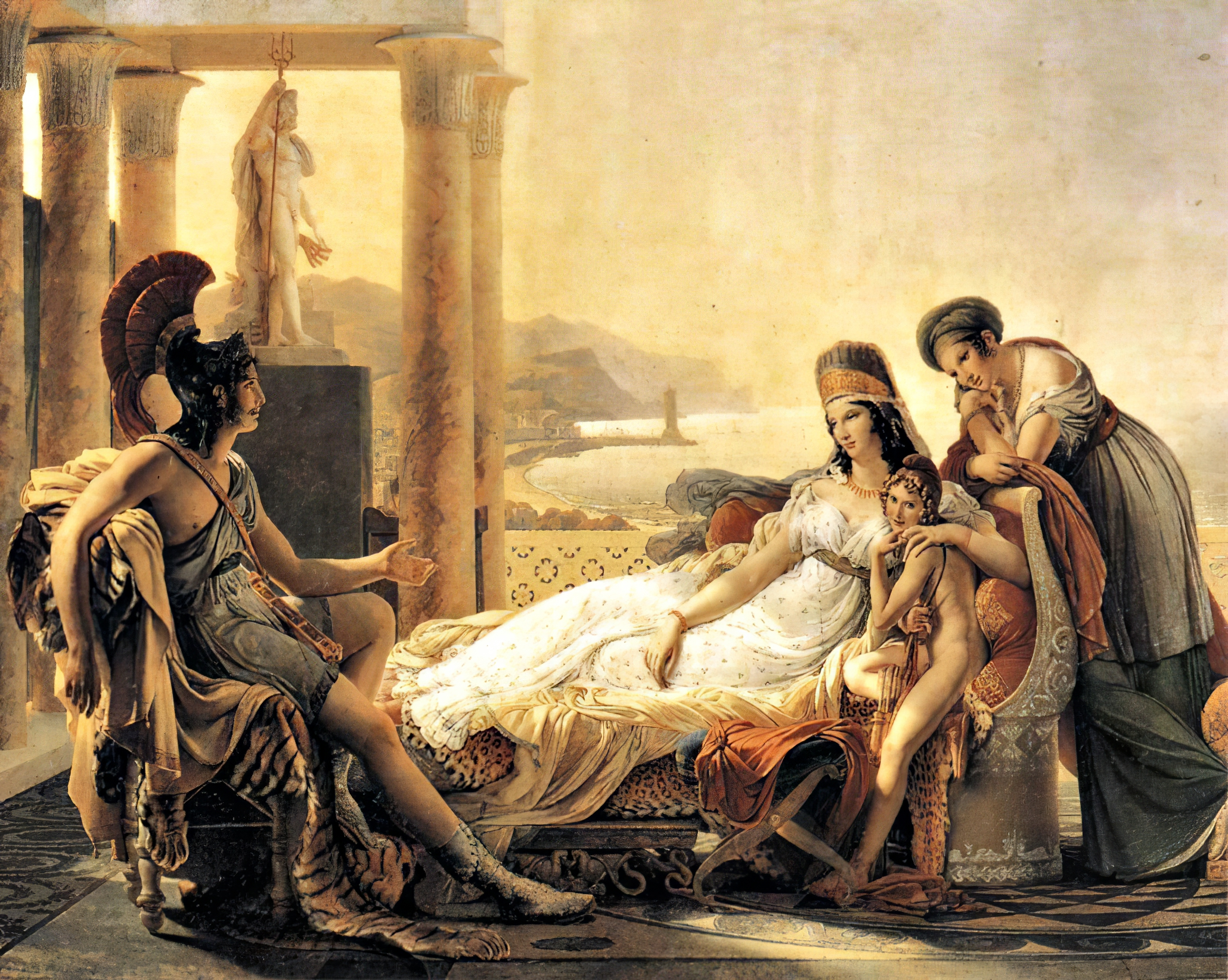
Eneas contándole a Dido las desgracias de Troya, Pierre-Narcisse Guérin (1815), París, Louvre.

Según la leyenda que ha sido adulterada por algunos escritores clásicos latinos, Cartago fue fundada en el 814 a. C. por la princesa Dido, hermana de Pigmalión, rey de Tiro. Pigmalión, que ambicionaba el tesoro de su cuñado Siqueo, obligó a Dido a que le revelase la ubicación de dichas riquezas. Dido engañó a Pigmalión y le indicó un falso lugar. 
Pigmalión primero asesinó a Siqueo y después buscó la fortuna, mientras Dido lo desenterraba y huía con el tesoro y sus seguidores. Embarcó y navegó hasta llegar a la región habitada por los libios, donde solicitó al rey local tierras para fundar una ciudad, pero reacio a la intrusión, solo le concedió el terreno ocupado por una piel de toro. Dido, mujer ingeniosa, cortó la piel en finísimas tiras y así delimitó una gran extensión e hizo construir una fortaleza llamada Birsa, que más tarde se convirtió en la ciudad de Cartago.
Cuando Troya cayó en poder de los aqueos, Afrodita dijo a su hijo Eneas, uno de los caudillos del ejército troyano, que huyera de la ciudad y no muriera como un buen troyano, pues Troya ya no existía y para él se había reservado otro futuro. Tras varias escalas, llegó a Cartago, donde la reina Dido se enamoró locamente de él, permaneciendo largo tiempo juntos. 
Pero Eneas recibió de Júpiter la misión de fundar un nuevo pueblo, debiendo partir a su destino. La noche que Eneas embarcó con su gente, Dido corrió a convencerle para que no partiera, sin que Eneas mostrara la más mínima duda sobre su marcha. Dido, tras verle partir, ordenó levantar una gigantesca pira donde mandó quemar todas las pertenencias de Eneas. Al amanecer subió a la pira y, tras condenar a Eneas y a todos sus descendientes, hundió en el pecho la espada de Eneas y se arrojó al fuego. Según la tradición, Rómulo y Remo son descendientes de Eneas por medio de su madre, Rea Silvia, siendo Eneas el progenitor del pueblo romano. En su muerte, Dido condenó no solo a su amante, sino a todos los romanos.

Y vosotros, ¡oh, Tirios!, cebad vuestros odios en su hijo y en todo su futuro linaje... Nunca haya amistad, nunca haya alianza entre los dos pueblos… ¡playa contra playa, olas contra olas, armas contra armas, y que lidien también hasta sus últimos descendientes!

### Obras modernas
- Bendala Galán, Manuel (1987). «Los cartagineses en España». Historia General de España y América, vol. I.2. Madrid: Rialp. ISBN 84-321-2119-3.
- Bénichou-Safar, Hélène: Le tophet de Salammbô à Carthage — essai de reconstitution, Roma, École Française de Rome, 2004
- Croizy-Naquet, Catherine: Thèbes, Troie et Carthage — poétique de la ville dans le roman antique au XIIe siècle, París, Champion, 1994
- Decret, François: Carthage ou l'empire de la mer, París, Ed. du Seuil, 1977
- Ferjaoui, Ahmed: Recherches sur les relations entre l'Orient phénicien et Carthage, Fribourg, Suisse, Éd. Univ. [u.a.], 1993, ISBN 3-7278-0859-4
- Hugoniot, Christophe: Rome en Afrique — de la chute de Carthage aux débuts de la conquête arabe, París, Flammarion, 2000
- Huss, Werner (2001). Cartago. Madrid: Acento. ISBN 84-483-0614-7.
- Huss, Werner (1993). Los cartagineses. Madrid: Gredos. ISBN 84-249-1614-X.
- Lancel, Serge (1992). Cartago. Barcelona: Crítica. ISBN 84-7423-633-9.
- Marco Simón, Francisco; Pina Polo, Francisco; Remesal Rodríguez, José (2005). Repúblicas y ciudadanos. Barcelona: Universitat. ISBN 8447530930.
- Maura, Juan Francisco. “Cartagineses en América según los cronistas españoles de los siglos XVI y XVII”. Lemir (Revista de literatura medieval y del Renacimiento). Lemir 21 (2017) 359-388. ☂ http://parnaseo.uv.es/Lemir/Revista/Revista21/16_Maura_Juan.pdf
- M’hamed Hassine Fantar: Carthage. La cité punique. Túnez: Alif — Les éditions de la Méditerranée, 1995, ISBN 9973-22-019-6.
- Mommsen, Theodor (2003, 2005). Historia de Roma. Turner Publicaciones (RBA Coleccionables). ISBN 84-473-3998-X.
- Prados Martínez, Fernando (2008). Arquitectura púnica. Los monumentos funerarios. Madrid: Consejo Superior de Investigaciones Científicas. ISBN 9788400086190.
- Prados Martínez, Fernando: Introducción al estudio de la arquitectura púnica. Madrid: UAM, 2003, ISBN 84-7477-890-5
- Rawlinson, George: A manual of ancient history, from the earliest times to the fall of the Western empire, comprising the history of Chaldæa, Assyria, Babylonia, Lydia, Phœnicia, Syria, Judæa, Egypt, Carthage, Persia, Greece, Macedonia, Rome, and Parthia. Nueva York: Harper & Brothers, 1871.
- Salcedo Garcés, Fabiola. “Imagen y exaltación augustea en la Cartago romana”. Boletín del Museo Arqueológico Nacional, nº 42, 2023, pp. 291-306. ISSN 2341-3409
- Varela, Darío (2007). Genserico, rey de los vándalos. Madrid: Kódigos. ISBN 84-934599-1-7.
- Voisin, Patrick (2007). Il faut reconstruire Carthage: Méditerranée plurielle et langues anciennes. París: L'Harmattan. ISBN 978-2-296-02948-4.